# Allobates marchesianus
Allobates marchesianus é uma espécie de anfíbio da família Aromobatidae. Pode ser encontrada na Venezuela, Colômbia, Peru, e Brasil.